# Clytocerus tetracorniculatus
Clytocerus tetracorniculatus és una espècie d'insecte dípter pertanyent a la família dels psicòdids que es troba a Europa: Finlàndia i Alemanya.